# Portillo (Tarija)
Portillo ist eine Landstadt im südamerikanischen Andenstaat Bolivien.

## Lage im Nahraum
Portillo ist zweitgrößte Ortschaft des Kantons Tarija im Municipio Tarija in der Provinz Cercado. Die Ortschaft liegt zwischen dem Quebrada Portillo und dem Quebrada Torrecilla, die beide in südlicher Richtung fließen und etwa drei Kilometer südlich von Portillo in den Río Nuevo Guadalquivir münden.

## Geographie
Portillo liegt günstig zwischen den verschiedenen Klimazonen des Landes am Rande der Anden, so dass meist mildes und angenehmes Wetter herrscht (siehe Klimadiagramm Tarija). In der Regenzeit zwischen Dezember und Februar (Sommermonate) kommt es häufig zu wolkenbruchartigen Gewittern. Der Rest des Jahres ist ausgesprochen niederschlagsarm.
Durch die jahrhundertelange Rodung ist die Landschaft erodiert und die Region um Tarija von kahlen Bergketten umrahmt. Früher einmal war das Gebiet um Tarija die Getreidekammer Boliviens. Heute besteht der Reichtum der Region neben der Landwirtschaft im Erdgas.

## Bevölkerung
Die Einwohnerzahl der Ortschaft ist bedingt durch die Anziehungskraft der Großstadt Tarija im vergangenen Jahrzehnt deutlich angestiegen:
| Jahr | Einwohner         | Quelle       |
| ---- | ----------------- | ------------ |
| 1992 | keine Detaildaten | Volkszählung |
| 2001 | 706               | Volkszählung |
| 2012 | 2.197             | Volkszählung |
| 2024 |                   | Volkszählung |

## Gliederung
Portillo gliederte sich bei der Volkszählung von 2012 in die folgenden einzelnen Ortsteile:
- 06-0101-0170-1001 Zona Centro El Portillo mit 773 Einwohnern
- 06-0101-0170-1002 Zona Baizal mit 357 Einwohnern
- 06-0101-0170-1004 Zona Abajo mit 152 Einwohnern
- 06-0101-0170-1005 Urbanización Portillo Jardin mit 740 Einwohnern

## Verkehrsnetz
Portillo liegt in einer Entfernung von neun Straßenkilometern südöstlich von Tarija, der Hauptstadt des Departamentos.
Durch Tarija verläuft in Süd-Nord-Richtung die Nationalstraße Ruta 1, die von Bermejo an der Grenze zu Argentinien über Tarija, Potosí, Oruro und El Alto zum Titicacasee und der Grenze zu Peru führt.
Acht Kilometer südöstlich des Stadtzentrums von Tarija zweigt die Nationalstraße Ruta 11 in östlicher Richtung von der Ruta 1 ab, und die Ortschaft Portillo erstreckt sich unmittelbar nach der Abzweigung nördlich und südlich der Ruta 11.